# Čekanice (Blatná)
Čekanice (deutsch Tschekanitz, auch Čekanitz) ist ein Ortsteil von Blatná in Tschechien. Er liegt vier Kilometer westlich von Sedlice in Südböhmen und gehört zum Okres Strakonice.

## Geographie
Čekanice befindet sich in der Talmulde des Baches Bilý potok im Hügelland Blatenská pahorkatina. Das Dorf wird von zahlreichen Teichen umgeben, von denen der Ovčín, Starý čekanický rybník und Mokrý rybník im Osten sowie der Chvalov im Westen die größten sind.
Nordöstlich erhebt sich der Na Výskavcí (549 m), im Osten der U Svatého Jana (525 m) und der Křídlí (555 m), südlich die Hůrka (546 m), im Südwesten der Na Borkách (554 m) sowie nordwestlich der Rošický kopec (562 m).
Nachbarorte sind Mačkov im Norden, Hněvkov und Němčice im Nordosten, Ovčín und Sedlice im Osten, Křídlí, Pilský Mlýn, Láz, Rojice und Sosnovec im Südosten, Kořenský Mlýn, Hradec, Lažany und Na Sázkách im Süden, Doubravice, Milčice, Samota, Katovsko und Bratronice im Südwesten, Chvalov, Čečelovice und Záboří im Westen sowie Lažánky, Jindřichovice, Rošice und Blatenka im Nordwesten.

## Geschichte
Die erste urkundliche Erwähnung von Čekanice erfolgte im Jahre 1274. Das Dorf war Sitz der Vladiken von Čekanice.
Spätere Besitzer des Gutes waren u. a. ab 1653 Salomena von Eyberg und Komarow und ab 1660 Karl de Rosau von Palesam, der die Güter Čekanice und Lažany vereinigte. Im Jahre 1668 kaufte Katharina Enis, geborene Vitanovská von Vlčkovice, beide Güter, die sie 1673 an Marina Katherina Enis, geborene Častolár von Langendorf veräußerte. Um 1680 erwarb Franz Ritter Enis von Atter und Iveaghe den Besitz, ihm folgte 1695 sein Sohn Heinrich. Nach dessen Tode erfolgte eine Güterteilung zwischen dessen zwei Söhnen; Wilhelm Enis erhielt Čekanice, sein Bruder Ernst bekam Lažany. Aus der Licitation des Besitzes von Wilhelm Enis von Atter und Iveaghe erwarben 1756 Johann Nepomuk Georg Olivier Helversen von Helversheim und seine Frau Anna Polexina, geborene Strogetetzky von Strogetitz das Gut Čekanice. Nachfolgende Besitzer waren Johann Georg Helversen von Helversheim, danach sein Sohn Joseph Dionys und ab 1833 dessen Sohn Wenzel.
Im Jahre 1837 umfasste das Gut Čekanitz eine Nutzfläche von 929 Joch 1346 Quadratklafter, darunter elf Teiche. Zum Gut gehörte einzig das gleichnamige Dorf. Das südwestlich der Fischerstraße gelegene Dorf Čekanitz bestand aus 39 Häusern mit 323 tschechischsprachigen Einwohnern, darunter zwei Israelitenfamilien. Im Ort gab es ein herrschaftliches Schloss mit der Wohnung des Amtsverwalters, ein Bräuhaus, einen Meierhof, eine Pottaschensiederei und eine Schmiede. Abseits lagen eine Schäferei, eine Mühle und die Abdeckerei Na Skaliče. Pfarrort war Sedlitz. Bis zur Mitte des 19. Jahrhunderts blieb das Dorf immer Amtsdorf des Gutes Čekanitz.
Nach der Aufhebung der Patrimonialherrschaften bildete Čekanice / Čekanitz mit den Ortsteilen Enisovy Lažany und Milčice ab 1850 eine Gemeinde in der Bezirkshauptmannschaft und dem Gerichtsbezirk Blatná. Karl Freiherr Enis von Atter und Iveaghe verkaufte das Gut im Jahre 1868 an Marie Sidonie Lobkowicz. Im Jahre 1874 löste sich Milčice und 1907 auch Lažany von Čekanice los und bildeten eigene Gemeinden. 1891 veräußerte die Familie Lobkowicz das Gut an Vlasta Stránecká und deren Sohn Miloslav Stránecký. Später gehörte das Gut der Familie Židlický. Im Jahre 1927 hatte Čekanice 359 Einwohner. 1960 wurde Čekanice im Zuge der Aufhebung des Okres Blatná dem Okres Strakonice zugeordnet. Am 1. April 1976 erfolgte die Eingemeindung nach Blatná. Im Jahre 1990 hatte Čekanice 223 Einwohner, beim Zensus von 2001 wurden 72 Einwohner und 61 Wohnhäuser gezählt.

## Sehenswürdigkeiten
- Schloss Čekanice, der klassizistische Bau entstand in den Jahren 1785 bis 1786 für Johann Georg Helversen von Helversheim an Stelle einer abgebrannten Renaissancefeste. Im Jahre 1910 ließ Miloslav Stránecký an der Nordseite des Schlosses eine neogotische Brauerei mit Kapelle anbauen. Nach dem Ende des Zweiten Weltkrieges wurde 1945 der Großgrundbesitz der Familie Židlický beschlagnahmt und verstaatlicht. Danach diente das Schloss als Sozialfürsorgeeinrichtung für Jugendliche. In den 1990er Jahren wurde das Schloss an die Familie Židlický restituiert. Gegen Westen schließt sich ein Schlosspark mit einer künstlichen Ruine an.
- Gedenkstein für Jan Hus (Husův kámen) vor dem Schloss, er wurde 1901 enthüllt
- Kapelle in Čekanice, erbaut 1884–1886
- Wallfahrtskapelle der Jungfrau Maria, nördlich des Dorfes bei Rošice an der Straße nach Mačkov. Sie wurde 1815 an einer heilkräftigen Quelle auf Grund eines in Paris getätigten Versprechens des Rittmeisters Alois Helversen von Helversheim zum Dank für den Erhalt seiner Sehkraft errichtet. Alois Helversen kämpfte während der Befreiungskriege in den Truppen der Verbündeten. Bei der Verfolgung der Franzosen nach der Völkerschlacht bei Leipzig lernte er einen einfachen Landsmann aus Bratronice kennen, der ihm 1814 nach einer schweren Verwundung das Leben rettete. Im Jahre 1907 wurde die Kapelle restauriert.
- Familiengruft der Freiherren Battaglia und Enis von Atter und Iveaghe in Chvalov

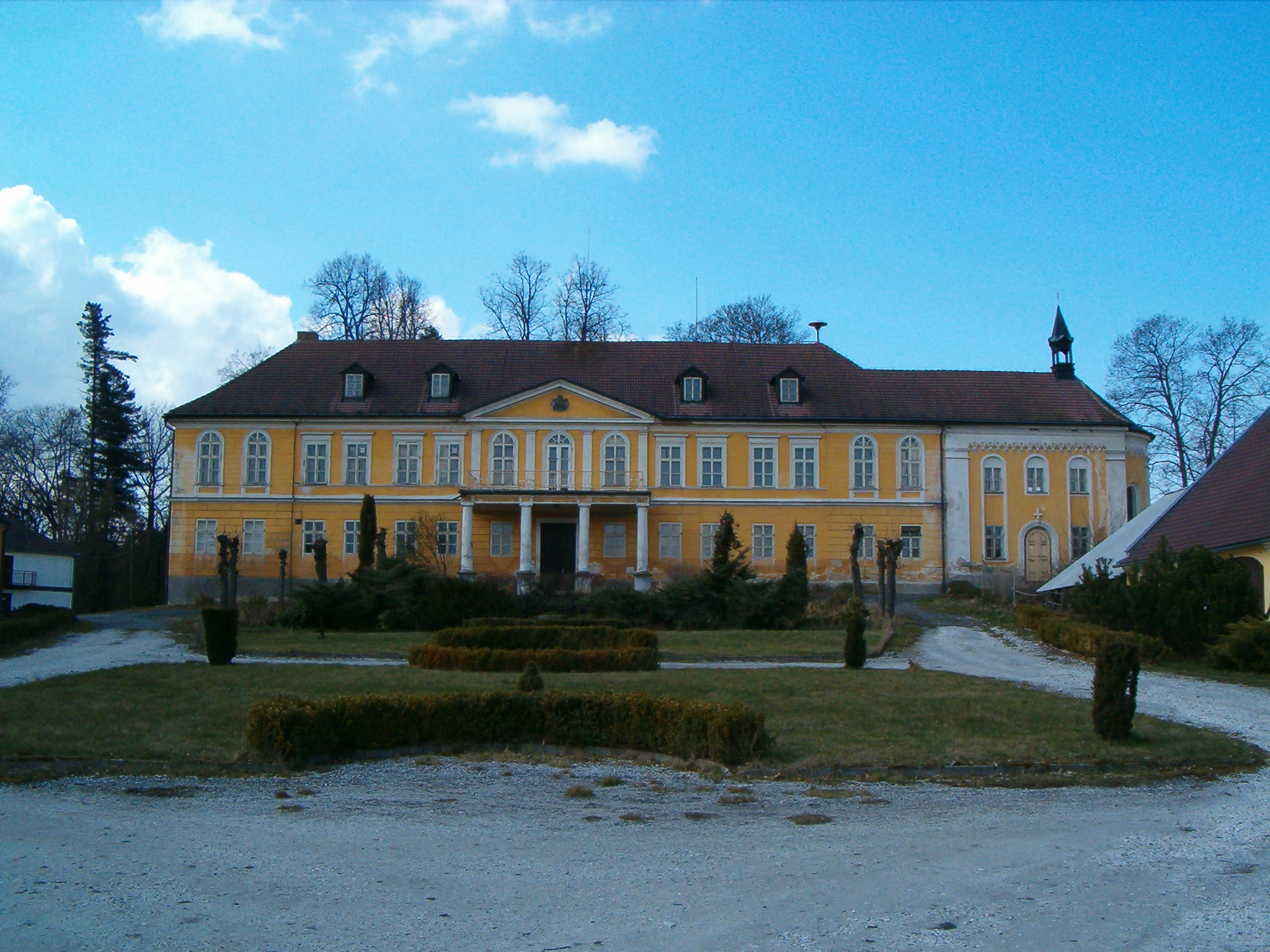
Schloss Čekanice
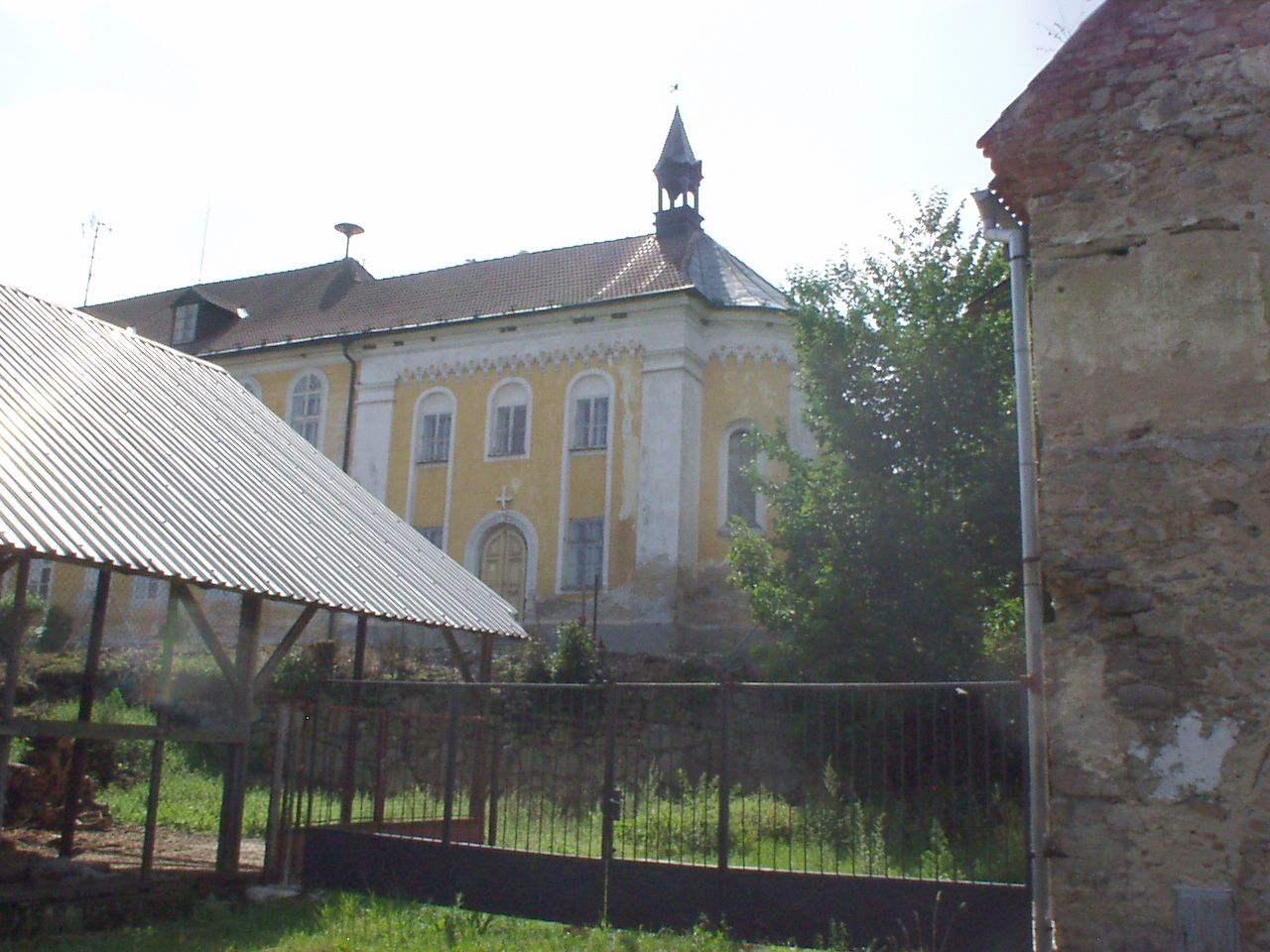
Schlosskapelle
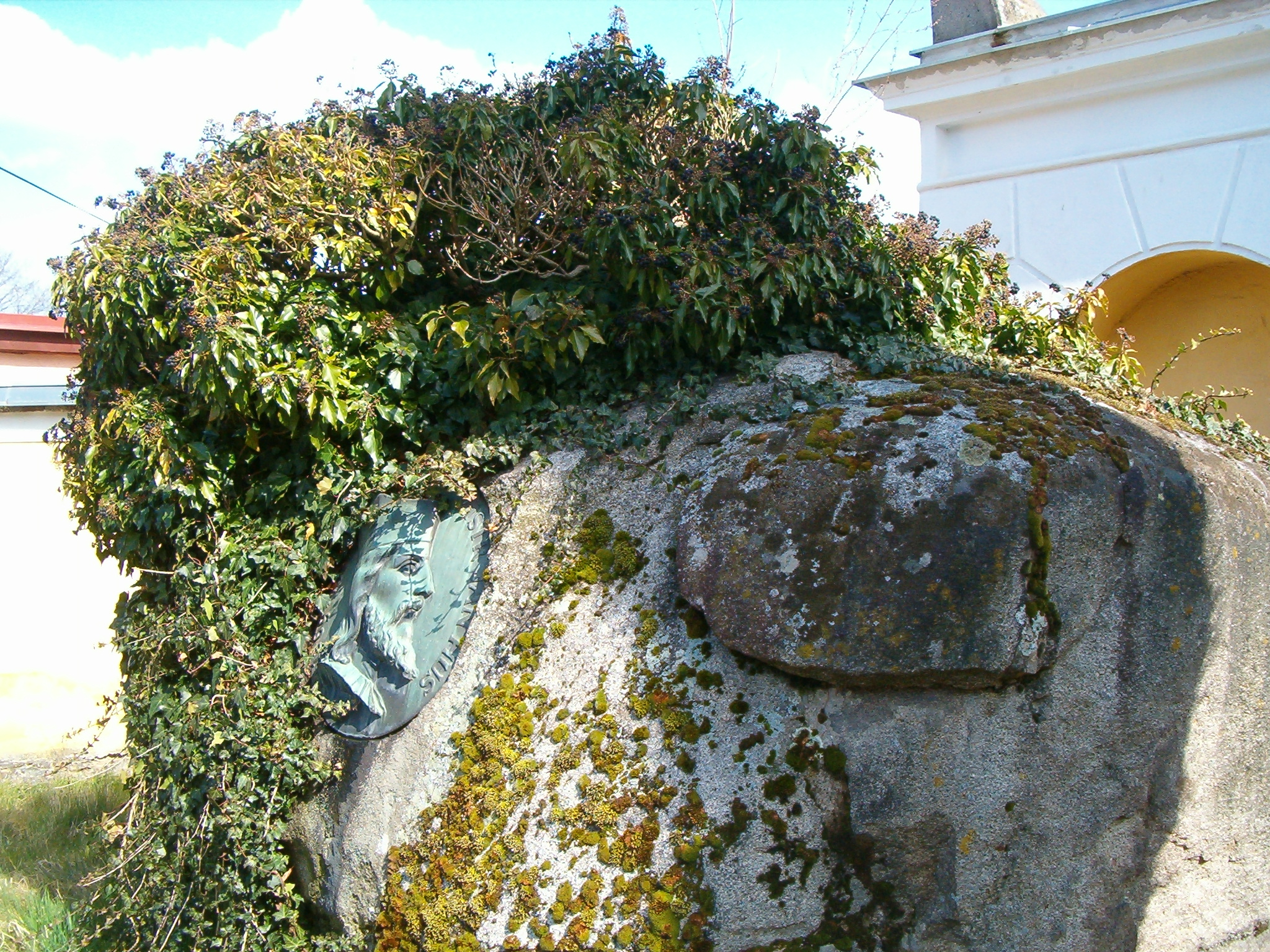
Husův kámen
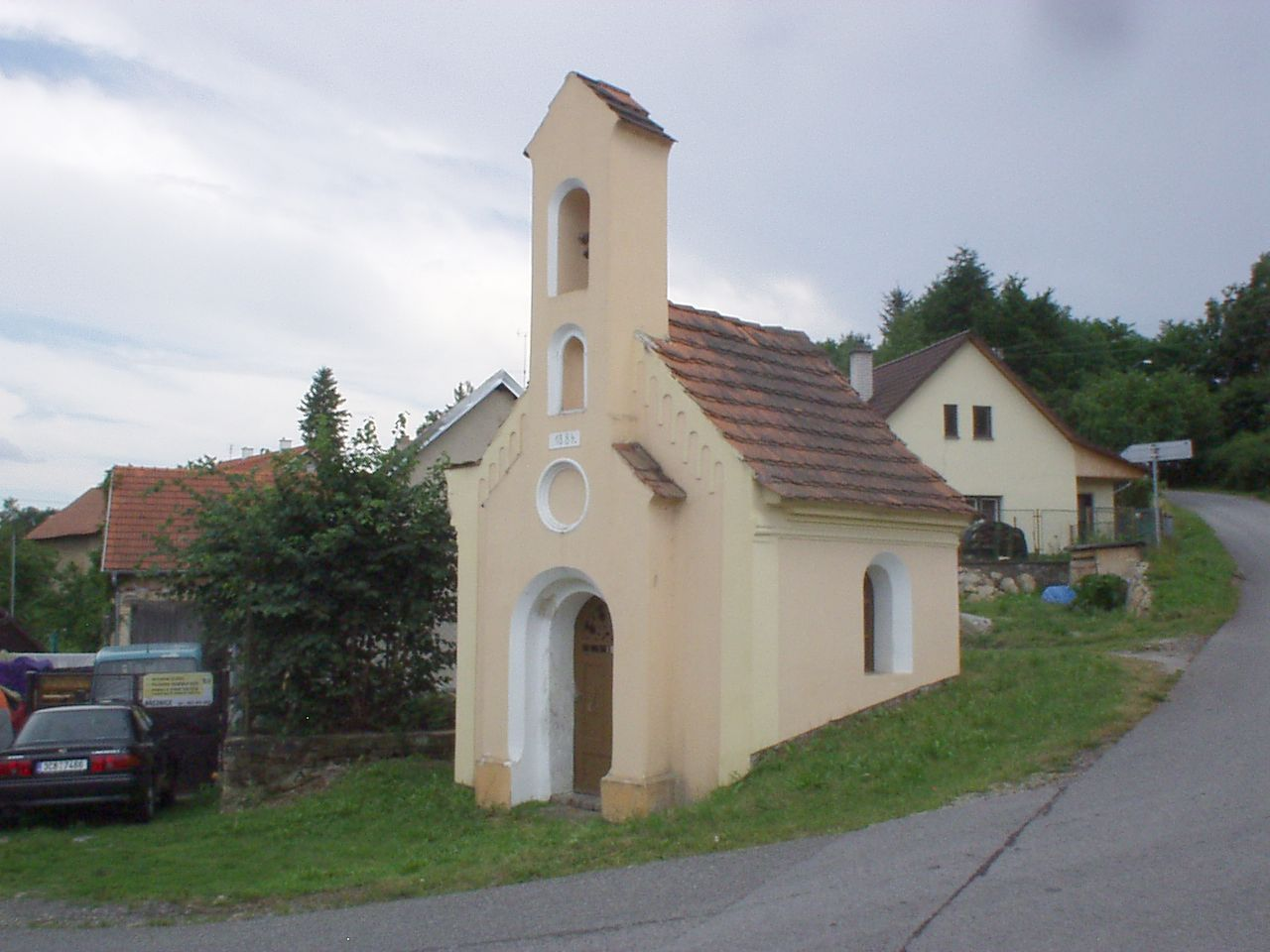
Kapelle auf dem Dorfplatz von Čekanice
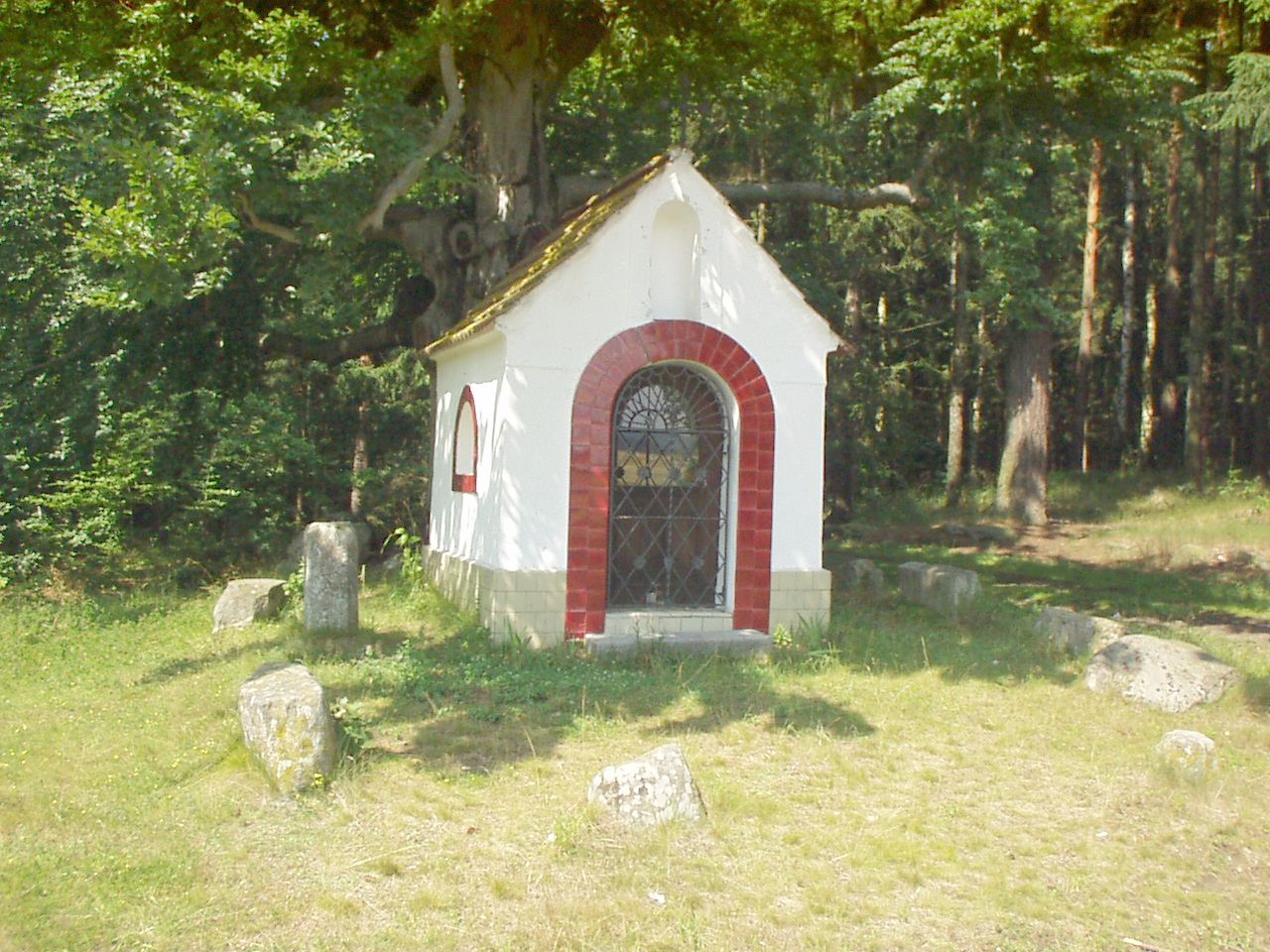
Kapelle der Jungfrau Maria bei Rošice

## Söhne und Töchter des Ortes
- Josef Velenovský (1858–1949), Botaniker